# دریهک
دریهک، روستایی از توابع شهرستان هندیجان در استان خوزستان ایران است.
براساس سرشماری مرکز آمار ایران در سال ۱۳۸۵، جمعیت آن ۴۲۸ نفر (۸۹خانوار) بوده‌است.